# Faculdade Frassinetti do Recife
A Faculdade Frassinetti do Recife (FAFIRE) é uma instituição de ensino superior brasileira sediada na cidade do Recife, Pernambuco.

## História
Em 1940, pelas mãos da madre italiana Enrichetta Cesari, nascia o Instituto Superior de Pedagogia, Ciências e Letras Paula Frassinetti. Criado para atender o público feminino, o Instituto, que no ano de 1941 passou a se chamar Faculdade de Filosofia do Recife, fundamentou os seus princípios com base na missão e na intuição pedagógica de Santa Paula Frassinetti - fundadora da Congregação das Irmãs de Santa Doroteia. Atualmente, denominada Faculdade Frassinetti do Recife (Fafire) e é uma das primeiras escolas de nível superior de Pernambuco e do Nordeste brasileiro em funcionamento nos dias atuais. E foi a primeira faculdade particular do Recife.
Em 1940, a instituição oferecia os cursos de Filosofia, Matemática, Geografia e História, Ciências Sociais, Letras Clássicas, Letras Neolatinas, Letras Anglogermânicas e Pedagogia. Em 1964, foi agregada à Universidade Federal de Pernambuco. Hoje em dia, a FAFIRE é uma faculdade particular e oferece os cursos de Pedagogia, Letras, Ciências Biológicas, Psicologia, Administração, Ciências Contábeis e Turismo, além de cursos de pós-graduação e de extensão.
Foi uma das instituições que, juntas, integraram a Universidade do Recife que depois viria a ser a Universidade Federal de Pernambuco.